# Magnus (magazine)
 (avril 2024).
Si vous disposez d'ouvrages ou d'articles de référence ou si vous connaissez des sites web de qualité traitant du thème abordé ici, merci de compléter l'article en donnant les références utiles à sa vérifiabilité et en les liant à la section « Notes et références ».
Pour les articles homonymes, voir Magnus.
MAGNUS est un magazine consacré essentiellement aux jeux de rôle, mais aussi aux jeux de société, aux jeux de cartes à collectionner comme Magic : l'assemblée et aux ouvrages de fantasy, principalement ceux publiés chez l'éditeur Bragelonne.
Le magazine aborde des sujets ouverts, tels qu'un reportage chez Rackham (figurines JDR), des aides de jeu, ou encore un dossier spécifique à chaque numéro (Mondes perdus, Lycanthropie, Temps et saisons...).
Les MMORPG les plus connus, tels que Guild Wars, sont également évoqués.
Ce magazine a cessé de paraître après la parution de février/mars 2006, soit 6 numéros.